# Bru Recolons i Argente
Bru Recolons i Argente (Barcelona, 1971) és un empresari i emprenedor català. Fundador dels Premis Talent, un projecte per fomentar l'emprenedoria i la Innovació a Catalunya. Promotor del Talent Knowledge Congress, el primer congrés internacional centrat gestió de talent i coneixement. L’any 2020 va crear la Fundació Impulsa Talentum XXI, per ajudar als emprenedors a desenvolupar els seus projectes innovadors i creatius. És graduat en Direcció d’Empreses Tecnològiques per la Universitat Ramon Llull i MBA a Esade.
Partícip d'iniciatives entre les quals destaquen l'impuls del manifest "volem la nostra Història", als anys 80, que va fer possible que s'impartís l'assignatura d'història de Catalunya a l'ensenyament secundari o la campanya per fer obligatori l'ús del casc. De jove va liderar diverses organitzacions i plataformes de suport a la cultura catalana, com el Consell Escolar de Catalunya, i va ser membre actiu del Consell Nacional de les Joventuts de Catalunya.